# Leon Shamroy
Leon Shamroy (16 de julio de 1901, Nueva York – 7 de julio de 1974, Los Ángeles) fue un director de fotografía estadounidense. Junto a Charles Lang, ha sido el profesional que más nominaciones a los Óscar ha conseguido en toda la historia. En cinco décadas de trabajo, consiguió 18 nominaciones consiguiendo la estatuilla en cuatro ocasiones, al igual que su colega de profesión Joseph Ruttenberg. Desde 1953 hasta su muerte en 1974, estuvo casado con la actriz Mary Anderson.

## Premios y distinciones
Premios Óscar
| Año  | Categoría                          | Película                   | Resultado |
| ---- | ---------------------------------- | -------------------------- | --------- |
| 1939 | Mejor fotografía                   | Los alegres vividores      | Nominado  |
| 1941 | Mejor fotografía en color          | Serenata argentina         | Nominado  |
| 1943 | Mejor fotografía en blanco y negro | Diez héroes de West Point  | Nominado  |
| 1943 | Mejor fotografía en color          | El cisne negro             | Ganador   |
| 1945 | Mejor fotografía en color          | Wilson                     | Ganador   |
| 1946 | Mejor fotografía en color          | Que el cielo la juzgue     | Ganador   |
| 1950 | Mejor fotografía en blanco y negro | Príncipe de los zorros     | Nominado  |
| 1952 | Mejor fotografía - Color           | David y Bathsheba          | Nominado  |
| 1953 | Mejor fotografía en blanco y negro | Las nieves del Kilimanjaro | Nominado  |
| 1954 | Mejor fotografía - Color           | La túnica sagrada          | Nominado  |
| 1955 | Mejor fotografía - Color           | Sinuhé, el egipcio         | Nominado  |
| 1956 | Mejor fotografía - Color           | La colina del adiós        | Nominado  |
| 1957 | Mejor fotografía en color          | El rey y yo                | Nominado  |
| 1959 | Mejor fotografía - Color           | Al sur del Pacífico        | Nominado  |
| 1960 | Mejor fotografía - Color           | Porgy y Bess               | Nominado  |
| 1964 | Mejor fotografía - Color           | Cleopatra                  | Ganador   |
| 1964 | Mejor fotografía - Color           | El cardenal                | Nominado  |
| 1966 | Mejor fotografía - Color           | El tormento y el éxtasis   | Nominado  |

## Otras películas
- The Story of Alexander Graham Bell (1939)
- Roxie Hart (1942)
- A Tree Grows in Brooklyn (1945)
- The Shocking Miss Pilgrim (1947)
- That Lady in Ermine (La dama del armiño) (1948)
- Cheaper by the Dozen (1950)
- King of the Khyber Rifles (1953)
- Good Morning, Miss Dove (1955)
- Desk Set (1957)
- The Bravados (1958)
- John Goldfarb, Please Come Home (1965)
- Planet of the Apes (1968)